# Luis Alberto Redher Espinosa
Luis Alberto Redher Espinosa (Lima, 27 d'agost de 1964) és un exfutbolista peruà.
Va militar a l'Sporting Cristal i l'Alianza de Lima del seu país. A la lliga espanyola va jugar amb el Real Zaragoza a la campanya 89/90.